# گلورانگ
گلائورونگ شخصیتی خیالی در داستان‌های جی. آر. آر. تالکین در سرزمین میانی است در سیلماریلیون از او به عنوان نخستین اژدها یاد شده‌است. او در کنار مورگوت یکی از دشمنان اصلی در فرزندان هورین است.
گلائورونگ به نام‌های دیگر: طلایی، کِرم طلایی، کِرم طمع و شیطان نیز شناخته می‌شد.

## ویژگی‌ها
اگر نگوییم گلائورونگ جادویی‌ترین اژدها است، می‌توان گفت بسیار توانمند بود. او برای دیگر اژدهایان هم گونه اش یا دست کم نژاد اورولوکی، اژدهایان بدون بال با تنفس آتشین، اربابی می‌کرد. مورگوت او را از منبعی ناشناخته تولید کرده بود و پرورش داده بود. او نخستین اژدهایی بود که می‌توانست بیرون انگباند حضور داشته باشد.
در ۴۵۵ دوره نخست در جریان نبرد شعله‌های ناغافل یورش با آتش را رهبری می‌کرد و توانست الف‌های نولدور و همپیمانان شان را شکست دهد و محاصرهٔ انگباند را بشکند.
در ۴۷۲ در نبرد اشک‌های بیشمار، گلائورونگ، اورک های باقی مانده در انگباند را رهبری می‌کرد و مانع از به هم پیوستن نیروهای الف‌ها شد و در نتیجه شکست کامل نیروها بدست آمد. در این نبرد یکی از شاهان دورف‌ها به شکم گلائورونگ شمشیری وارد کرد و او به انگباند فرار کرد.